# Yeh Dil Aap Ka Huwa
Pour plus de détails, voir Fiche technique et Distribution.
Yeh Dil Aap Ka Huwa (Ce cœur est à toi) est un film pakistanais réalisé par Javed Sheikh, sorti en 2002.

## Synopsis
Falak et Chand sont deux amis en voyage en Espagne. Le frère de Falak (Jawed Shiekh) est un homme d'affaires en compétition commerciale avec Baber Ali. La sœur de Chand, Pinky (Veena Malik) est secrètement amoureuse de Falak. Mais Falak rencontre Sitara (Sana) et les deux tombent amoureux...

## Fiche technique
- Titre : Yeh Dil Aap Ka Huwa (en ourdou)
- Réalisation : Javed Sheikh
- Scénario : Babar Kashmir et Sherry Malik
- Pays d'origine :  Pakistan
- Genre : Comédie sentimentale

## Distribution
- Veena Malik : Pinki
- Moammar Rana : Falak
- Sana : Sitara
- Saleem Sheikh : Chand
- Javed Sheikh
- Badar Khalil
- Babar Ali
- Zoha
- Ismail Tara

## Autour du film
- Ce film pakistanais comporte des scènes tournées en Espagne et en Suisse (qui est aussi un pays de prédilection du cinéma indien)